# Atteva aleatrix
Atteva aleatrix is een vlinder uit de familie Attevidae. De wetenschappelijke naam van de soort werd in 1922 gepubliceerd door Edward Meyrick.